# Quencatejês-canelas
Os quencatejês-canelas são um dos subgrupos indígenas brasileiros dos canelas, atualmente considerado extinto, cujos sobreviventes se integraram aos apaniecras-canelas e aos craós no início do século XX.